# Raul Schaeffer
Raul Schaeffer (Brusque, 9 de fevereiro de 1920 — 16 de julho de 1980) foi um advogado e político brasileiro.
Filho de Oto Schaeffer e de Ana Maria Gonzaga Schaeffer. Casou com Lúcia Gartner Schaefer, com quem teve filhos.
Bacharel em direito pela Faculdade de Engenharia da Universidade Federal do Paraná (1945).
Foi deputado à Assembleia Legislativa de Santa Catarina na 1ª legislatura (1947 — 1951) e na 4ª legislatura (1959 — 1963), como suplente convocado.